# Sankt Anton am Arlberg
Sankt Anton am Arlberg település Ausztriában, Tirolban a Landecki járásban található. Területe 165,81 km², lakosainak száma 2 426 fő, népsűrűsége pedig 15 fő/km² (2014. január 1-jén). A település 1304 méteres tengerszint feletti magasságban helyezkedik el.
A település részei:
- St. Anton am Arlberg 
  - Moos
  - Nasserein
  - St. Christoph am Arlberg
  - Stadle
- St. Jakob am Arlberg 
  - Bach
  - Gand
  - Gsör

## Közlekedés
A településen halad át az Arlbergbahn nevű vasútvonal.

## Fordítás
- Ez a szócikk részben vagy egészben  a   St Anton am Arlberg című angol Wikipédia-szócikk ezen változatának fordításán alapul.  Az eredeti cikk szerkesztőit annak laptörténete sorolja fel. Ez a jelzés csupán a megfogalmazás eredetét és a szerzői jogokat jelzi, nem szolgál a cikkben szereplő információk forrásmegjelöléseként.